# Rolls-Royce R
 (juillet 2017).
Si vous disposez d'ouvrages ou d'articles de référence ou si vous connaissez des sites web de qualité traitant du thème abordé ici, merci de compléter l'article en donnant les références utiles à sa vérifiabilité et en les liant à la section « Notes et références ».
Le Rolls-Royce R était un moteur d'avion fabriqué par la compagnie Rolls-Royce plc (Public Limited Company).
Le « R » était un gros moteur de 36,7 litres conçu par une équipe menée par Ernest Hives et composée de Cyril Lovesey, Arthur Rowledge et Henry Royce. Ce moteur était destiné aux hydravions Supermarine pour participer à des courses de vitesse.
Le R a été utilisé avec succès lors des compétitions d'hydravions de la coupe Schneider organisées en Angleterre en 1929 et 1931. Peu après la compétition de 1931, un moteur R utilisant un mélange de carburant spécial a permis à l'avion gagnant, le Supermarine S.6B, d'atteindre un nouveau record de vitesse à 640 km/h (400 miles par heure). Durant les années 1930, des moteurs R neufs et d'occasion ont aussi été utilisés pour réaliser divers records de vitesse sur terre et sur eau par des personnalités telles que Sir Henry Segrave, Sir Malcolm Campbell et son fils Donald, le dernier record ayant été établi en 1939. La tentative de record de vitesse de l’eau par Donald Campbell en 1951 n’a pas abouti.
L’expérience acquise par les concepteurs de Rolls-Royce et de Supermarine avec le moteur R a été précieuse pour le développement ultérieur du moteur Rolls-Royce Merlin qui a équipé, entre autres, les Hurricane, Spitfire, Lancaster, Mosquito, Mustang, et quelques autres.
Trois exemplaires du moteur R sont exposés au public dans les musées britanniques depuis l'année 2014.

## Conception et développement

### Origine
En 1928, chez Rolls-Royce on réalisa que le moteur Napier Lion utilisé dans le Supermarine S.5, vainqueur du Trophée Schneider 1927, était en bout de développement, et que pour que l'équipe britannique engagée dans la course suivante soit compétitive, il fallait un nouveau moteur. Les premiers dessins d'un moteur de course en « H », basé sur le Buzzard, ont été transmis à R. J. Mitchell chez Supermarine le 3 juillet 1928, permettant à Mitchell de commencer la conception du nouvel hydravion S.6 pour le Trophée Schneider. Peu de temps après, le moteur fut renommé « R » pour « Racing ». Le Gouvernement britannique ne délivra le contrat pour le lancement du projet qu'en février 1929, ce qui ne laissait à Rolls-Royce que six mois pour développer le moteur avant les courses du Trophée Schneider de cette année-là.

### Description
Le R reprenait du Buzzard les cotes d'alésage x course et la cylindrée, avec le même angle de 60°. Il fut équipé d'un nouveau compresseur à deux chambres et un seul étage, les cylindres furent redessinés, et les bielles renforcées. Les deux bloc-cylindres reçurent des chemises humides. Pour le carter principal et celui du réducteur pour l'hélice, on utilisa l'alliage d'aluminium R.R 50 et, en raison de la courte longévité à laquelle on s'attendait, l'aluminium forgé remplaça le bronze et l'acier pour de nombreuses pièces.
Pour que le R soit aussi compact que possible, plusieurs modifications furent apportées par rapport au Buzzard : le carter du réducteur pour l'hélice fut redessiné, les couvercles des arbres à cames modifiés pour s'intégrer au mieux à la forme du nez de l'avion, l'admission d'air positionnée dans le V du moteur (ce qui aida aussi à éviter l'ingestion d'embruns), et sous le moteur les éléments auxiliaires furent rehaussés un peu pour mieux s'intégrer au fuselage. La longueur du moteur fut réduite en ne plaçant pas les têtes de bielle côte à côte sur chaque maneton. En premier lieu, on utilisa des têtes de bielle « à fourche », la bielle située en face venant dans la fourche. Cependant, après des ruptures de bielles pendant les essais, on en vint à une bielle maîtresse et l'autre articulée dessus (comme pour les moteurs en étoile).
L'introduction de bielles articulées fut considérée par l'ingénieur Arthur Rubbra comme une erreur à cause des problèmes inhérents à cette disposition. La géométrie compliquée faisait que les bielles n'avaient pas la même longueur, donnant une course de piston plus longue du côté des bielles articulées. En conséquence il fallut rallonger les chemises pour que les segments n'en sortent pas au point mort haut. Par la suite, l'ingénieur Arthur Rowledge conçut un nouveau système de bielles à fourche pour le moteur « R » de 1931.
Les moteurs « R » ultérieurs reçurent des soupapes d'échappement au sodium, avec d'autres modifications comme un carter inférieur plus bas, et un segment râcleur sous l'axe de piston, mesure reprise ensuite pour le Merlin. Un vilebrequin équilibré fut introduit en mai 1931, et le taux de compression des moteurs « sprint » de cette année-là fut porté de 6:1 à 7:1.
L'allumage était confié à deux magnétos montées à l'arrière du moteur, entraînées par engrenages à partir du vilebrequin, chacune alimentant deux bougies, une par banc de cylindres. Cette disposition est couramment utilisée sur les moteurs d'avion, car elle assure l'allumage en cas de défaillance d'une des deux magnétos, et a de plus l'avantage d'une meilleure combustion qu'avec un simple allumage.

### Refroidissement
Refroidir ce gros moteur tout en minimisant la traînée aérodynamique constitua de nouveaux défis, tant pour l'équipe de Rolls-Royce que pour celle de Supermarine. Les radiateurs traditionnels « en nid d'abeilles » causant une forte traînée en vol, il fut décidé d'utiliser des radiateurs de surface sur les ailes et les flotteurs du S.6, en faisant circuler le liquide réfrigérant dans une double « peau ». L'huile moteur était refroidie de la même façon à la surface du fuselage et de l'empennage. Le S.6 était décrit comme un « radiateur volant », et il avait été estimé que ce système dissipait en chaleur l'équivalent de 1 000 ch (environ 745 kW). Cependant, on nota des surchauffes du moteur durant les vols en course, ce qui obligeait le pilote à réduire les gaz pour maintenir une température acceptable en sécurité.
Une mesure allant de pair avec un système de refroidissement si particulier était de régler la carburation assez riche, ce qui provoquait fréquemment l'émission de fumées noires par les échappements. Quoique ceci diminuait légèrement la puissance du moteur, cela améliorait la fiabilité et réduisait l'éventualité de détonation dans les cylindres.

### Suralimentation et carburant
Les atouts du moteur R étaient la conception de son compresseur, sa capacité à tourner vite de par sa solidité structurelle, et les carburants spéciaux utilisés. Le compresseur à double chambre était une nouvelle idée de Rolls-Royce : Tournant avec un rapport de réduction de 8:1, il pouvait gaver les admissions à 1,24 bar (relatif), à comparer avec le précédent moteur Kestrel qui n'avait été suralimenté à 0,4 bar qu'en 1934. Au début, la haute pression de suralimentation causa des défaillances des bougies, et le problème fut résolu avec l'adoption de bougies Lodge X170, qui se révélèrent tout à fait fiables.
La mise au point du carburant spécial fut confiée à « Rod » Banks, un ingénieur spécialisé dans le développement des carburants et des moteurs. Après avoir utilisé du benzol (benzène plus toluène) pour les premiers tests, un mélange composé de 11 % d'essence aviation, 89 % de benzol, avec 5 cm3 de plomb tétraéthyle par gallon (4,5 L) fut essayé. C'est ce mélange qui a été utilisé pour gagner la course du Trophée Schneider en 1929, et il le resta jusqu'en 1931. On découvrit qu'ajouter 10 % de méthanol faisait gagner 20 ch au moteur, avec l'avantage supplémentaire d'un poids de carburant réduit grâce à la moindre masse volumique de l'alcool, ce qui était précieux pour un usage aéronautique. Pour la tentative de record en 1931, de l'acétone fut ajouté pour éviter les ratés d'allumage. La composition finale était de 30 % de benzol, 60 % de méthanol, 10 % d'acétone, et 4,2 cm3 de plomb tétraéthyle par gallon.
Lors des premiers essais au banc, le moteur R délivrait 1 400 ch (1 040 kW), et tournait gentiment au ralenti à 450 tr/min. Avec des pressions de suralimentation plus fortes et le carburant mis au point par Banks, le R produisit finalement 2 530 ch (1 890 kW) à 3 200 tr/min : c'était plus du double de la puissance du Buzzard (920 ch (690 kW) à 2 300 tr/min). Les essais continuèrent, et on arriva à 2 783 ch (2 075 kW) à 3 400 tr/min avec une suralimentation à 1,14 bar, utilisables pour une course de courte durée. Cette configuration ne fut cependant pas utilisée, parce qu'on craignait que la cellule du S.6B ne puisse la supporter, et aussi que l'appareil ait du mal à emporter la charge du surplus de carburant nécessaire à cause de la consommation plus élevée.

### Essais

#### Essais au banc
Le premier démarrage du moteur R1 eut lieu à l'usine Rolls-Royce de Derby le 7 avril 1929, et celui du R7 le lendemain. Il y eut de nombreuses défaillances mécaniques, dont des soupapes brûlées, des ruptures de bielles, des serrages de paliers. Les ressorts de soupapes donnèrent beaucoup plus de souci qu'attendu : une fois, deux ou trois étaient cassés après que le moteur n'ait tourné que 10 minutes. Mais les composants furent sans cesse redessinés et testés jusqu'à résoudre les problèmes. À l'insu de Royce lui-même, les ingénieurs avaient aussi monté des pistons Wellworthy, qui supportaient bien mieux les 13 tonnes de la pression des explosions.
Durant les essais, on utilisait trois moteurs Kestrel : un pour produire le flux d'air de la vitesse, un pour la ventilation de l'aire de test, et un pour refroidir les carters. Les compresseurs étaient essayés sur un autre banc, entraînés par un autre moteur Kestrel. Il fallait huit hommes pour mener une cellule de tests, dirigés par le « chef de tests » qui relevait les données et dirigeait les autres opérateurs. L'un de ces « chefs de tests » était Victor Halliwell, qui perdit la vie à bord d'une tentative de record de vitesse sur l'eau à bord du Miss England II. Les conditions des essais étaient particulièrement désagréables : assourdissement et troubles auditifs se prolongeant jusqu'à deux jours même avec les oreilles bouchées de coton. Il y restait peu de temps pour le développement du moteur, et le bruit assourdissant des trois Kestrel, et un moteur R tournant à pleine puissance 24 heures par jour exaspérait la population à l'entour. Le maire de Derby intervint et demanda aux habitants de supporter le bruit pour l'amour du prestige britannique. Les essais continuèrent ensuite pendant sept mois.
Pendant un essai de 25 minutes, un des premiers R allait consommer 270 litres (60 imp.gal.) d'huile de ricin, dont la plus grande partie était recrachée par les échappements et allait tapisser les murs. On donnait du lait aux opérateurs pour minimiser les effets de ce bien connu laxatif. Pour chaque essai il fallait préparer jusqu'à 900 litres (200 gallons) de mélange carburant, dont il fallait les premiers 360 litres rien que pour amener le moteur à sa température d'utilisation. La même hélice à grand pas que celle utilisée pour les essais en vol était montée à chaque fois.

#### Essais en vol
Supervisés par Cyril Lovesey, ils commencèrent le 4 août 1929 dans le nouveau Supermarine S.6 sur la base d'hydravions de la RAF Calshot, à Southampton Water dans le Hampshire. Durant les vérifications avant le vol, on découvrit des particules de métal sur deux des bougies, ce qui indiquait une défaillance de piston et la nécessité de remplacer ou de refaire le moteur. Le règlement de la compétition n'autorisait pas le changement du moteur, mais grâce à la prévoyance d'Ernest Hives, plusieurs ingénieurs et mécaniciens familiers du R étaient descendus à Southampton pour assister aux essais, et avec leur aide le banc de cylindres fut déposé, le piston changé, et le banc de cylindres reposé  pendant la nuit, ce qui permit l'équipe de continuer la compétition.
Le démarrage du moteur se faisait avec de l'air comprimé et une magnéto tournée à la main ; cependant, pendant les essais précédant la course il y eut des problèmes dus à l'humidité de l'air et au carburant pollué par de l'eau. Une procédure de contrôle complexe fut mise en place pour s'assurer de la qualité du carburant, car la présence de plus de 0,3 % d'eau le rendait inutilisable. Comme on s'y attendait, des défaillances moteur mineures apparurent, et pour y remédier le moteur et les pièces furent transportées à bonne vitesse de Derby à Calshot avec une auto Rolls-Royce Phantom spécialement aménagée. Le voyage s'étant en majeure partie effectué après la tombée de la nuit, l'auto fut surnommée le « Phantom of The Night ».

### Parenté avec Griffon et le Merlin
Selon les mémoires d'Arthur Rubbra, une version « dégonflée » du moteur R fut testée en 1933, connue en ce temps comme le « Griffon ». Ce moteur, le R11, était utilisé pour le développement d'une version modérément suralimentée du Buzzard (qui ne fut repris que bien plus tard), et n'avait pas de relation directe avec le Griffon de série des années 1940.
Le Griffon I de pré-production reprenait les cotes alésage et course du R, mais était par ailleurs d'une conception entièrement nouvelle. Il tourna pour la première fois en novembre 1939 au Département Expérimental. Quoique cet unique moteur n'ait jamais volé, la version de production Griffon II effectua son premier vol en 1941 dans un Fairey Firefly. Une différence importante entre le R et le Griffon de production était que les entraînements des arbres à cames et du compresseur avaient migré à l'avant du moteur pour en réduire la longueur totale. De même, les deux magnétos, à l'arrière sur le R, furent remplacées par une seule montée à l'avant.
Un développement plus avancé du moteur R fut discuté dans le fichier AVIA 13/122 des National Archives, selon une proposition du Royal Aircraft Establishment datée d'octobre et novembre 1932, de tester quatre moteurs jusqu'à casse complète. Ce document indique que cinq moteurs étaient disponibles, le cinquième aurait servi pour les tests du modèle de série à hauts régimes.
Quoique sans rapport avec le futur Spitfire, les ingénieurs de Supermarine engrangèrent avec le S.5 et le S.6 une expérience précieuse des vols à haute vitesse, comme leur projet suivant était le prototype de chasseur Supermarine Type 224, doté d'un moteur Goshawk. Les avancées technologiques utilisées pour le moteur R, comme les soupapes au sodium et les bougies capables d'opérer sous forts taux de suralimentation, ont été retenues lors de la conception du moteur Merlin. L'auteur Steve Holter résume la conception du Rolls-Royce R en ces mots : « Le moteur R était tout simplement très en avance sur son temps, une merveille de technique et de compétence. »

## Trophée Schneider
Le Trophée Schneider est exposé au London Science Museum. Ce Trophée était un prix prestigieux, une compétition d'hydravions annuelle, qui se tint pour la première fois en 1913. L'édition 1926 fut la première lors de laquelle les équipes engagèrent des pilotes de leurs forces aériennes armées, l'Air Ministry finançant une équipe britannique en tant que High Speed Flight, avec des pilotes prélevés dans la Royal Air Force. Connus parfois sous le simple nom de « The Flight », l'équipe était formée au Marine Aircraft Experimental Establishmen, à Felixstowe, pour préparer de la course de 1927 lors de laquelle le Supermarine S.5, conçu par l'ingénieur Mitchell, et équipé d'un moteur Napier Lion, prit les deux premières places.
1927 fut la dernière course annuelle, la compétition n'ayant dès lors plus lieu que tous les deux ans pour laisser plus de temps aux équipes pour le développement entre deux courses.

## Records de vitesse
De nouveaux records aériens ont été établis après les courses des Trophées Schneider de 1929 et 1931, les deux en utilisant le moteur R. Les tentatives pour battre le record de vitesse sur terre avaient été très disputées pendant la vingtaine d'années qui a précédé la Seconde Guerre mondiale, surtout au début des années 1930. Souvent, des moteurs d'avion étaient utilisés pour propulser des véhicules sur roues à des vitesses toujours croissantes, principalement à cause de leur rapport poids/puissance : les moteurs Liberty, Napier Lion, et le Sunbeam Matabele étaient parmi les moteurs utilisés dans les années 1920. Le Rolls-Royce R était le plus récent de ces puissants mais légers moteurs d'avion à cette époque, et a été choisi pour plusieurs constructeurs de voitures de record, de même que pour plusieurs tentatives de record de vitesse sur l'eau. Un véhicule terrestre, au moins, et deux bateaux ont même utilisé deux moteurs R.

### Record aérien
Supermarine S.6
Juste après le Trophée Schneider de 1929, le Squadron Leader Augustus Orlebar, l'officier commandant le High Speed Flight, établit un nouveau record en volant à 573 km/h avec un Supermarine S.6 (N247).
Supermarine S.6B
Le 29 septembre 1931, à peine deux semaines après que l'équipe britannique se soit définitivement attribué le Trophée Schneider, le Flight Lieutenant George Stainforth battit le record à bord d'un Supermarine S.6B (S1595) à moteur Rolls-Royce R, avec une vitesse moyenne de 655,67 km/h. Il était prévu d'utiliser aussi pour la tentative un autre S.6B identique, S1596, mais Stainforth avait chaviré avec en testant une hélice.

### Record terrestre
La Campbell-Railton Blue Bird
Sir Malcolm Campbell, et plus tard son fils Donald, ont utilisé des moteurs R de 1931 à 1951. À la cérémonie d'anoblissement de Malcolm en février 1931, le roi George V manifesta un grand intérêt pour le moteur R et posa beaucoup de questions au sujet des performances et de la consommation.
En 1932, Campbell déclara que « […] il avait eu la chance d'avoir pu obtenir un moteur spécial Rolls-Royce R du Trophée Schneider » pour son record terrestre en remplacement de son Napier Lion. Prêté par Rolls-Royce, ce moteur était soit le R25, soit le R31. En février 1933, sa voiture Blue Bird avait été modifiée pour accueillir le nouveau moteur plus gros, et roulait à Daytona.
Fin 1933, Campbell acheta le moteur R37 à Rolls-Royce ; aussi, Lord Wakefield lui avait prêté le R17 et le R19, et Rolls-Royce le R39. Il prêta alors le R17 à George Eyston. Après avoir atteint les 480 km/h le 3 septembre 1935 à Bonneville, Campbell se retira des records terrestres.
Lord Wakefield fit en sorte qu'une réplique de moteur Rolls-Royce R soit exposée à l'Olympia au Motor Show de 1933 à Londres. Un article de presse relate la perception du public :

« De la dimension d'un bureau, ce moteur de course 12 cylindres suralimenté est plus puissant qu'une locomotive express. Sa conception est censée avoir tant de valeur que le gouvernement la tient secrète. »

— The Fast Set
Blue Bird est de nos jours exposée au circuit international de Daytona.
Thunderbolt
Dans le milieu des années 1930, George Eyston établit de nombreux records avec sa Speed of the Wind propulsée par un Rolls-Royce Kestrel non suralimenté. En 1937 il construisit une nouvelle voiture, Thunderbolt, propulsée par deux moteurs R, pour tenter le record absolu de vitesse sur terre. Au début, ce fut un échec à cause de l'embrayage qui ne supportait pas la puissance des deux moteurs. Néanmoins, il prit le record en novembre 1937, à 502 km/h, et en 1938 quand Thunderbolt atteignit 575 km/h. Lors de sa construction chez Bean Industries à Tipton, le moteur installé était le R27 qui avait mené le S.6B S1595 au record en 1931, l'autre était le R25, utilisé dans le même avion pour gagner le Trophée Schneider deux semaines plus tôt.
Eyston avait aussi emprunté le R17 à Sir Malcolm Campbell, et avec le support continu que Rolls-Royce étendit à Campbell et à Eyston, il eut aussi la possibilité d'utiliser le R39.

### Record sur l'eau
Miss England II et III
Deux moteurs R, R17 et R19, furent construits pour équiper le bateau de record de vitesse de Sir Henry Segrave Miss England II, qui fut prêt pour des essais à Windermere en juin 1930. Après avoir (peut-être) heurté un rondin, le bateau chavira à grande vitesse, Seagrave fut très gravement blessé, et un conseiller technique de Rolls-Royce, Victor Halliwell, fut tué. Peu avant de mourir, Seagrave apprit qu'il avait établi un nouveau record du monde sur l'eau à presque 160 km/h. Le 22 juin 1932, Kaye Don porta le record à 192,82 km/h sur le Loch Lomond dans un nouveau bateau, Miss England III, qui utilisait aussi les moteurs R17 and R19.
Fin 1935, Sir Malcolm Campbell décida de s'attaquer au record. À ce moment, il avait deux moteurs Napier Lion et un Rolls-Royce R, R37, et on décida d'installer le moteur R dans Blue Bird K3.
Pendant des essais sur le Loch Lomond en juin 1937, le moteur fut « un peu abîmé à cause de problèmes de circulation d'eau dans le moteur ». Au mois d'août 1937, Blue Bird K3 fut transporté sur le Lac Majeur en Italie, où « le circuit de refroidissement, modifié », fonctionna parfaitement avec un second moteur R, R39.
Blue Bird K4 et le travail de Leo Villa
R39 fut repris pour le Blue Bird K4. En 1947, Campbell convertit K4 — sans succès — à la propulsion par réaction en utilisant un moteur de Havilland Goblin. Après la mort (naturelle) de Campbell en 1948, son fils Donald racheta K4 pour un montant symbolique, ainsi que la voiture de record de 1935, quand ce qui avait appartenu à son père fut vendu aux enchères. Il racheta aussi R37 à un concessionnaire auto, et le réinstalla dans K4. De nouvelles tentatives de record eurent lieu en 1949, et aussi en 1951, mais R37 fut « endommagé et non réparable à court terme » par une surchauffe. Une autre tentative fut faite plus tard dans l'année en utilisant R39, mais K4 souffrit d'une défaillance structurelle et coula dans Coniston Water. Il fut renfloué, et démantelé sur la rive.
Pour la maintenance des moteurs R, Campbell faisait confiance à Leo Villa, un Cockney né d'un père Suisse italien, dont on disait qu'il était « l'homme derrière les Campbell », un personnage central qui « mettait le premier écrou sur le premier boulon ». Villa avait acquis son art de « mécanicien d'aviation » dans le Royal Flying Corps ; sa première tâche consistait à installer des moteurs de 160 ch Beardmore dans des cellules d'avions. Après la guerre, il avait travaillé pour une compagnie qui s'occupait de moteurs de course, et avait participé comme copilote et mécanicien à plusieurs compétitions.
Malcolm Campbell fit appel à lui pour la première fois en 1922, et Villa resta à son service jusqu'en 1967, lorsque Campbell trouva la mort lors d'une tentative de record à Coniston Water. Il fut le responsable en chef de la maintenance des moteurs R jusqu'à la tentative de 1951, ensuite il ne s'occupa que des moteurs à réaction de Campbell. Les nombreuses responsabilités de Villa englobaient l'installation et la dépose des moteurs, les réparations, les réglages, et la mise en fonction du compresseur d'air et de la magnéto pour le démarrage. Pendant la Seconde Guerre mondiale, il fut responsable de l'entretien de Blue Bird K4, et des moteurs R de rechange qui — à son insu — avaient été vendus en même temps que K3. Par la suite, Villa déplaça les trois moteurs R à Brooklands chez Thomson & Taylor pour les y entreposer à long terme.
Sa relation avec Malcolm Campbell fut quelquefois tendue : Campbell, qui n'avait pas de connaissances en ingénierie, se posa quelquefois des questions quant aux réelles connaissances de Villa des moteurs R. Mais il y eut de bien meilleures relations avec Donald Campbell, du fait qu'ils avaient à peu près le même âge. À Lake Garda en 1951, Villa remarqua la bonne volonté de « Don » pour aider aux travaux techniques, et les difficultés qu'il y avait à travailler sur le moteur R :

« J'étais dans l'atelier en train de remonter le vieux R37, et je venais de finir le gros travail de rodage des 48 soupapes. C'était terrible à faire, parce que comme il s'agissait de cylindres borgnes, on ne pouvait pas juste déposer les culasses, et remettre les soupapes en place n'était pas très facile. Mais Don a simplement remonté ses manches, et il s'y est mis. »

— Leo Villa, Leap Into Legend

### Récapitulatif des records du monde de vitesse
Records aériens
Supermarine S.6 : 8 septembre 1929 – 572,6 km/h
Supermarine S.6B : 29 septembre 1931 – 656 km/h
Records sur terre
Blue Bird : 3 septembre 1935 – 484 km/h
Thunderbolt : 16 septembre 1938 – 575 km/h
Records sur l'eau
Miss England II : 9 juillet 1931 – 177,48 km/h
Miss England III : 18 juillet 1932 – 192,82 km/h
Blue Bird K3 : 17 août 1938 – 210,67 km/h
Blue Bird K4 : 19 août 1939 – 228,11 km/h

## Production et historique moteur individuel

### Résumé de production
Dix-neuf moteurs « R » ont été produits à Derby entre 1929 et 1931, tous dotés de numéros de série impairs, selon la convention chez Rolls-Royce lorsque l'hélice tournait « à droite », vu de la place du pilote. Une seule exception : R17 était le seul moteur R à tourner dans l'autre sens. Il existe une certaine confusion quant à la production de 19 ou 20 moteurs R. Dans ses notes, Leo Villa fait référence à un moteur R18, mais selon Holter, il pourrait s'agir du R17, converti à la demande de Malcolm Campbell, plutôt que d'un exemple supplémentaire. Il n'y a pas eu de R13 car Rolls-Royce n'a jamais utilisé le numéro 13 dans aucune de ses désignations. Une liste sommaire de production est donnée ci-dessous :
1929 : Moteurs de développement
R1, R3 et R5
1929 : Moteurs du Trophée Schneider
R7, R9 et R15
1930 : Moteur de développement
R11
1930 : Commande de Wakefield pour Miss England II
R17 et R19
1931 : Moteurs pour le Trophée Schneider 1931
R21, R23, R25, R27, R29 et R31
1931 : Moteurs de développement/moteurs de rechange d'usine
R33, R35, R37 et R39

## Applications
Hydravions
- Supermarine S.6
- Supermarine S.6A
- Supermarine S.6B

Autos
- Campbell-Railton Blue Bird
- Thunderbolt

Bateaux
- Blue Bird K3
- Blue Bird K4
- Miss England II
- Miss England III